# Paweł Olkowski
Paweł Olkowski (Ozimek, 1990. február 13. –) lengyel válogatott labdarúgó, a Górnik Zabrze középpályása.

## Pályafutása

### Klubcsapatokban
Olkowski a lengyelországi Ozimek városában született. Az ifjúsági pályafutását a helyi Małapanew Ozimek csapatában kezdte, majd a Gwarek Zabrze akadémiájánál folytatta.
2009-ben mutatkozott be a Gwarek Zabrze felnőtt csapatában. A 2010–2011-es szezonban a másodosztályú GKS Katowicénél szerepelt kölcsönben. 2011-ben az első osztályban szereplő Górnik Zabrze szerződtette. 2014-ben a német Kölnhöz, majd 2018-ban az angol Bolton Wanderershez igazolt. Először a 2018. augusztus 4-ei, West Bromwich Albion ellen 2–1-re megnyert mérkőzésen lépett pályára. Első gólját 2018. szeptember 1-jén, a Preston North End ellen 2–2-es döntetlennel zárult találkozón szerezte meg. 2019-ben a török első osztályban érdekelt Gaziantephez csatlakozott. 2019. augusztus 19-én, a Fenerbahçe ellen 5–0-ra elvesztett bajnokin debütált.
2022. július 1-jén kétéves szerződést kötött a Górnik Zabrze együttesével. Először a 2022. július 18-ai, Cracovia ellen 2–0-ás vereséggel zárult mérkőzésen lépett pályára. Első gólját 2022. augusztus 13-án, a Stal Mielec ellen 3–1-re elvesztett találkozón szerezte meg.

### A válogatottban
Olkowski az U21-es korosztályú válogatottban is képviselte Lengyelországot.
2013-ban debütált a felnőtt válogatottban. Először a 2013. november 15-ei, Szlovákia ellen 2–0-ra elvesztett barátságos mérkőzésen lépett pályára.

## Statisztikák
2023. július 23. szerint
| Klub                      | Szezon   | Osztály      | Bajnokság | Bajnokság | Kupa és Ligakupa | Kupa és Ligakupa | Nemzetközi | Nemzetközi | Összesen | Összesen |
| Klub                      | Szezon   | Osztály      | Meccs     | Gól       | Meccs            | Gól              | Meccs      | Gól        | Meccs    | Gól      |
| ------------------------- | -------- | ------------ | --------- | --------- | ---------------- | ---------------- | ---------- | ---------- | -------- | -------- |
| GKS Katowice (kölcsönben) | 2010–11  | I Liga       | 31        | 5         | 0                | 0                | —          | —          | 31       | 5        |
| Górnik Zabrze             | 2011–12  | Ekstraklasa  | 29        | 0         | 2                | 0                | —          | —          | 31       | 0        |
| Górnik Zabrze             | 2012–13  | Ekstraklasa  | 29        | 0         | 1                | 0                | —          | —          | 30       | 0        |
| Górnik Zabrze             | 2013–14  | Ekstraklasa  | 30        | 3         | 3                | 0                | —          | —          | 33       | 3        |
| Górnik Zabrze             | Összesen | Összesen     | 88        | 3         | 6                | 0                | 0          | 0          | 94       | 3        |
| Köln                      | 2014–15  | Bundesliga   | 27        | 2         | 3                | 0                | —          | —          | 30       | 2        |
| Köln                      | 2015–16  | Bundesliga   | 19        | 0         | 1                | 0                | —          | —          | 20       | 0        |
| Köln                      | 2016–17  | Bundesliga   | 14        | 0         | 2                | 0                | —          | —          | 16       | 0        |
| Köln                      | 2017–18  | Bundesliga   | 5         | 0         | 1                | 0                | 5          | 0          | 11       | 0        |
| Köln                      | Összesen | Összesen     | 65        | 2         | 7                | 0                | 5          | 0          | 77       | 2        |
| Bolton Wanderers          | 2018–19  | Championship | 37        | 2         | 2                | 0                | —          | —          | 39       | 2        |
| Gaziantep                 | 2019–20  | Süper Lig    | 9         | 0         | 3                | 0                | —          | —          | 12       | 0        |
| Gaziantep                 | 2020–21  | Süper Lig    | 31        | 0         | 2                | 0                | —          | —          | 33       | 0        |
| Gaziantep                 | 2021–22  | Süper Lig    | 2         | 0         | 2                | 0                | —          | —          | 4        | 0        |
| Gaziantep                 | Összesen | Összesen     | 42        | 0         | 7                | 0                | 0          | 0          | 49       | 0        |
| Górnik Zabrze             | 2022–23  | Ekstraklasa  | 26        | 1         | 2                | 0                | —          | —          | 28       | 1        |
| Górnik Zabrze             | 2023–24  | Ekstraklasa  | 1         | 0         | 0                | 0                | —          | —          | 1        | 0        |
| Górnik Zabrze             | Összesen | Összesen     | 27        | 1         | 2                | 0                | 0          | 0          | 29       | 1        |
| Összesen                  | Összesen | Összesen     | 290       | 13        | 24               | 0                | 5          | 0          | 319      | 13       |

### A válogatottban
| Válogatott    | Év       | Pályára lépés | Gól |
| ------------- | -------- | ------------- | --- |
| Lengyelország | 2013     | 2             | 0   |
| Lengyelország | 2014     | 6             | 0   |
| Lengyelország | 2015     | 5             | 0   |
| Összesen      | Összesen | 13            | 0   |